# CN Водолея
CN Водолея (лат. CN Aquarii) — одиночная переменная звезда в созвездии Водолея на расстоянии (вычисленном из значения параллакса) приблизительно 23738 световых лет (около 7278 парсеков) от Солнца. Видимая звёздная величина звезды — от +12,7m до +11,7m.

## Характеристики
CN Водолея — оранжевая пульсирующая полуправильная переменная звезда типа SRA (SRA) спектрального класса K. Эффективная температура — около 3841 К.